# Karolina Bång
Karolina Bång, född 10 december 1983, är en svensk serietecknare och illustratör. Hon är medlem i serienätverket Dotterbolaget och spelar i musikgrupper som Dålig Stämning, Royal Cunt och Giddyup GoGo Gun Gals. 
Hon har gett ut ett antal seriefanzine och tre böcker: Handboken, som är utgiven på Doob förlag 2009, Cowgirls, som är utgiven av Galago 2011 och Alternativet, utgiven av Galago 2013.